# Coenonympha leanotchka
Coenonympha leanotchka är en fjärilsart som beskrevs av Arthur Francis Hemming 1933. Coenonympha leanotchka ingår i släktet Coenonympha och familjen praktfjärilar. Inga underarter finns listade i Catalogue of Life.